# 5760 Mittlefehldt
Az 5760 Mittlefehldt (ideiglenes jelöléssel 1981 EX13) a Naprendszer kisbolygóövében található aszteroida. Schelte J. Bus fedezte fel 1981. március 1-én.